# Big Mommas: Like Father, Like Son
Big Mommas: Like Father, Like Son (Mi abuela es un peligro 3 en Hispanoamérica y Esta abuela es mi padre en España), es una película cómica estrenada el 18 de febrero de 2011 en Estados Unidos, el 23 de marzo del mismo año en Argentina y el 25 de marzo en España. Protagonizada por Martin Lawrence y Brandon T. Jackson. Dirigida por John Whitesell. Es la tercera y última entrega de la serie fílmica Big Momma's House, después de  Big Momma's House (2000) y Big Momma's House 2 (2006).

## Argumento
Malcolm Turner (Martin Lawrence), agente del FBI y también conocido como la gran abuela, tendrá que enfrentarse a un nuevo y peligroso caso. Su hijastro Trent (Brandon T. Jackson) acaba de graduarse en el colegio y posteriormente es aceptado en la universidad de Duke. Sin embargo Trent no quiere ir a la universidad, sino que prefiere intentar una carrera musical como rapero, bajo el nombre de "Prodi-G". Con su madre Sherry de vacaciones, Trent trata de que Malcolm firme un contrato de trabajo, pero éste se niega, ya que cree que Trent debe seguir con su formación académica.
Trent será testigo de un asesinato perpetrado por unos gánsters rusos. En consecuencia Malcolm se disfrazará por tercera vez de la gran abuela para poder proteger a su hijastro. Trent también se disfrazará como una "gran" mujer y tendrán que infiltrarse en una escuela de arte, sólo para mujeres, para dar caza al peligroso asesino, antes de que éste les encuentre a ellos.

## Reparto
- Martin Lawrence como Malcolm Turner/Hattie Mae Pierce.
- Brandon T. Jackson como Trent Turner/Charmaine Daisy Pierce.
- Jessica Lucas como Haley Robinson.
- Faizon Love como Kurtis Kool.
- Tony Curran como Chirkoff.
- Portia Doubleday como Jasmine Lee.
- Ana Ortiz como Gail Fletcher.
- Michelle Ang como Mia.
- Emily Rios como Isabelle.
- Max Casella como Anthony Canetti.
- Sherri Shepherd como Beverly Townsend.
- Ken Jeong como Cartero.

## Producción
Se empezó a rodar en el mes de abril de 2011 en diversas localizaciones de Estados Unidos. La filmación se llevó a cabo íntegramente en el estado de Georgia, en las ciudades de Atlanta y Douglasville. Antes de su estreno comercial, no fue previamente exhibida sólo para los críticos cinematográficos, con el fin de evitar que existieran comentarios desfavorables antes de su exhibición en cines.

## Recepción

### Respuesta crítica
Según la página de Internet Rotten Tomatoes obtuvo un 6% de comentarios positivos, llegando a la siguiente conclusión: "innecesaria, aburrida, y generalmente no bien recibida, Big Mommas: Like Father, Like Son ofrece más de lo mismo a los fans de esta popular serie de Martin Lawrence". Anna Smith señaló que "todos los que exigieron una tercera entrega de esta triste mezcla de pobres gags y horribles vestidos de Lawrence debería ser encarcelado y obligado a verla, repetidamente, hasta que se arrepientan. Evítala". Mark Olsen escribió "una película tan carente de entretenimiento o de simple humanidad que es difícil relacionarla con nada que no sea un artefacto industria". Según la página de Internet Metacritic obtuvo críticas negativas, con un 22%, basado en 14 comentarios de los cuales ninguno es positivo.

### Premios
Premios Razzie
| Año  | Categoría              | Persona            | Resultado |
| ---- | ---------------------- | ------------------ | --------- |
| 2011 | peor actriz            | Martin Lawrence    | Nominada  |
| 2011 | peor actriz de reparto | Brandon T. Jackson | Nominada  |
| 2011 | peor actor de reparto  | Ken Jeong          | Nominado  |

### Taquilla
Estrenada en 2.821 cines estadounidenses debutó en quinta posición con 16 millones de dólares, con una media por sala de 5.778 dólares, por delante de Justin Bieber: Never Say Never y por detrás de Just Go With It. Recaudó en Estados Unidos 37 millones. Sumando las recaudaciones internacionales la cifra asciende a 82 millones. El presupuesto estimado invertido en la producción fue de aproximadamente 32 millones de dólares.